# Nikodem Sulik
Nikodem Sulik, poljski general, * 1893, † 1954.